# Nick Johnson (ishockeyspelare född 1986)
Nicholas ”Nick” Johnson, född 25 augusti 1986 i Windsor, Connecticut, är en amerikansk professionell ishockeyspelare.